# Epidemia

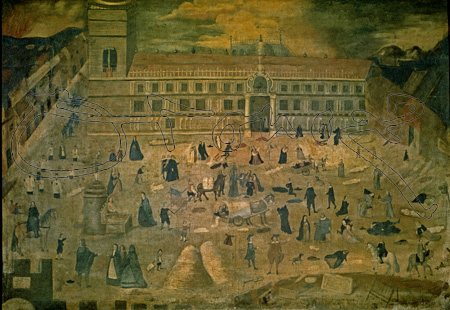
Escena de la Gran peste de Sevilla (1649), donde se muestra la multitud delante del Hospital de la Sangre esperando atención sanitaria. En esta epidemia falleció el 46% de los habitantes de la ciudad. Obra situada en el Hospital del Pozo Santo, Sevilla.

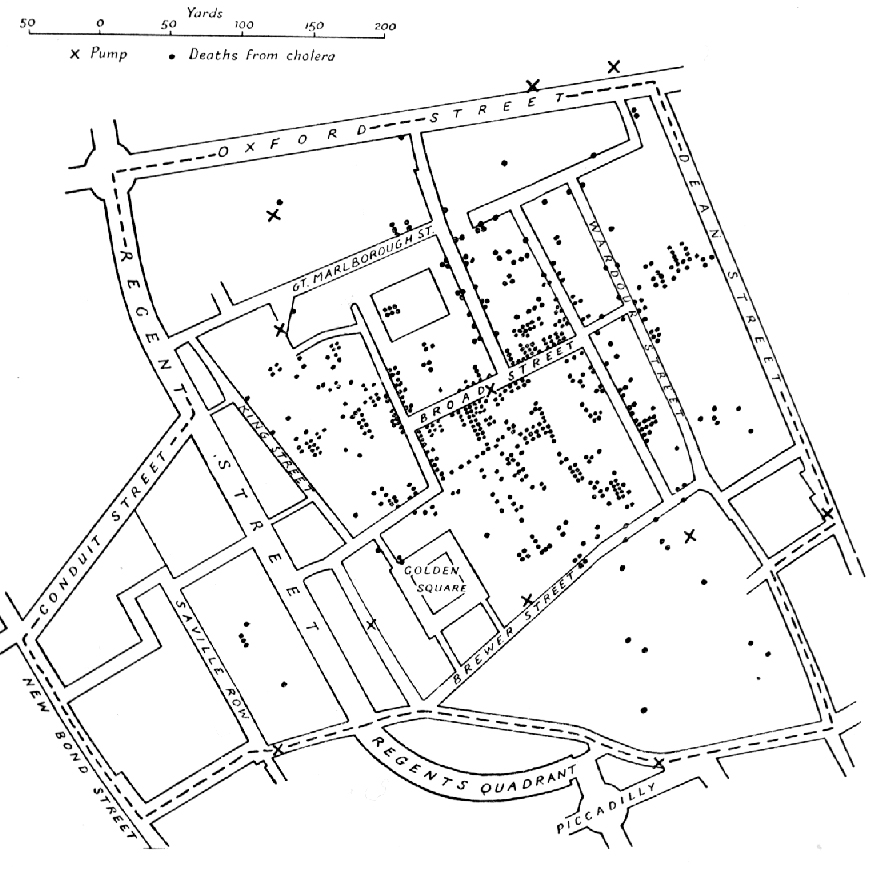
La epidemia de cólera en Londres en 1854 fue estudiada por John Snow que realizó este mapa y que supuso el primer estudio epidemiológico. Los puntos muestran los casos de muerte. Las cruces representan los pozos de agua de los que bebieron los enfermos.

Epidemia (del griego epi, por sobre y demos, pueblo) es una descripción en la salud comunitaria que ocurre cuando una enfermedad infecta a un número de individuos superior al esperado en una población, estado, ciudad o país durante un tiempo determinado. Para evitar el sensacionalismo que conlleva esta palabra, en ocasiones se utiliza el sinónimo del brote epidémico o brote.
En la actualidad el concepto es una relación entre una línea de base de una enfermedad, que puede ser la prevalencia o incidencia normales, y el número de casos que se detectan en un momento dado. En este sentido, si una comunidad se encuentra libre de una determinada enfermedad, un solo caso constituye una epidemia. En otras palabras, es un incremento significativamente elevado en el número de casos de una enfermedad con respecto al número de casos esperados.
En el caso de que la epidemia se difundiera por varias regiones geográficas extensas de varios continentes o incluso de todo el mundo, se trataría de una pandemia. En caso de enfermedades que afectan en una zona mantenida en el tiempo, se trataría de una endemia.
El ritmo reproductivo básico en el modelo SIR simple es

{\displaystyle R_{0}=\beta N/\gamma }

donde {\displaystyle \beta \,} es la tasa de infección (en tanto por uno) y {\displaystyle 1/\gamma \,} coincide con la extensión del período infeccioso), y la condición para el desencadenamiento de una epidemia es:

{\displaystyle R_{0}>1}

## Etimología y significado
Aunque por su etimología griega (demos significa pueblo) la palabra se aplica originalmente a las enfermedades que afectan a los humanos, también suele emplearse en el lenguaje cotidiano para hablar de las enfermedades que afectan a grupos de animales (zoonosis).
De hecho, el término adecuado, epizootia, es menos conocido, y es común que para fenómenos médicos idénticos entre animales y humanos sean designados por las mismas palabras en el lenguaje cotidiano.
El uso del término en el lenguaje cotidiano tiende asimismo a ignorar o confundir a la incidencia y la prevalencia de la enfermedad. Así, por ejemplo, el calificativo de epidemia es a menudo erróneamente limitado exclusivamente a los casos en que la prevalencia es importante, cuando hay numerosos individuos enfermos sin tener en cuenta su número inicial, haciendo caso omiso de la incidencia normal. El término también es utilizado de la misma manera por la Organización Mundial de la Salud (OMS) para otros fenómenos diferentes a las enfermedades infecciosas, tales como el rápido aumento de la obesidad en el planeta.

## Fases de la epidemia

### Endemia, epidemia, pandemia
Una endemia es la presencia habitual de una enfermedad en una zona geográfica (la prevalencia positiva incidencia (estable) puede convertirse en una epidemia si las condiciones ambientales lo permiten).
Posteriormente:
- Puede que la epidemia se extienda y se convierta en una pandemia (caso del VIH y del COVID-19)
- Puede que la epidemia disminuya, la incidencia se convierte en muy baja, cero o negativa. Si se mantiene localizada en el espacio, se convierte en una endemia limitada a ciertas regiones (caso actual de la poliomielitis). También puede llegar a desaparecer al final.

### Ciclos y olas
Las epidemias frecuentemente ocurren en ciclos u oleadas con una fase de auge rápido y una abrupta caída, un cierto período de actividad baja y de nuevo un auge y caída. La gripe es un ejemplo perfecto de una epidemia cíclica, con un ciclo anual o estacional. Las epidemias pueden desarrollarse en una o más olas, como fue el caso de la gripe de 1918 a principios del siglo XX. Los modelos epidemiológicos han demostrado que, bajo ciertas condiciones razonables, existen soluciones oscilantes, lo que explica que las epidemias ocurran en ciclos. Por ejemplo, el virus de la gripe común presenta tasas de infección diferentes en invierno y en verano. Esa variabilidad estacional de la tasa de infección da lugar a un comportamiento cíclico (si la tasa de infección fuera constante, los modelos más simples llevan a la conclusión de que el número de infectados sería una tasa constante).

### Desarrollo
Una epidemia también puede surgir sin una endemia previa, por ejemplo, a raíz de un accidente que provoca la liberación de un vector patógeno en un entorno donde anteriormente era inexistente (prevalencia e incidencia inicialmente cero). En tales circunstancias, solo algunos casos son suficientes para causar un aumento muy significativo en la incidencia de la enfermedad y darle el carácter de una epidemia.

### Difusión
Mark Bartholomew, investigador de la CEA, y un equipo mixto de la CEA-CNRS-Universidad de Indiana que ha modelado la propagación de las epidemias a partir de bases de datos de la IATA, concluyó en 2008 que «el avión es el factor clave de la propagación (de las epidemias) en todo el mundo (..) Las líneas en las que hay grandes flujos de pasajeros, crean caminos preferentes para la enfermedad. El SARS llegó a Francia y Canadá con vuelos procedentes de Hong Kong.» Por lo tanto, él cree que «incluso si se redujera en un 90 % el tráfico aéreo - que parece difícil de alcanzarse -, esto limitaría muy poco el número de infecciones».
En los animales, las epidemias se propagan principalmente por los animales migratorios (véase el ejemplo de la gripe aviar).

### Seguimiento
En el siglo XXI, las redes de médicos generales o médicos de los hospitales, los farmacéuticos y/o ciudades llamadas centinelas realizan un seguimiento epidemiológico sobre la base de protocolos estandarizados, a nivel local, regional, nacional y continental o incluso mundial en caso de enfermedades como la gripe.
Los expertos creen que las enfermedades emergentes, sobre todo las de origen animal, serán cada vez más importantes con el crecimiento de la población, el hacinamiento urbano, los cambios climáticos, el aumento del transporte de mercancías y de personas, el incremento de los factores mutagénicos y el contacto con nuevos gérmenes.

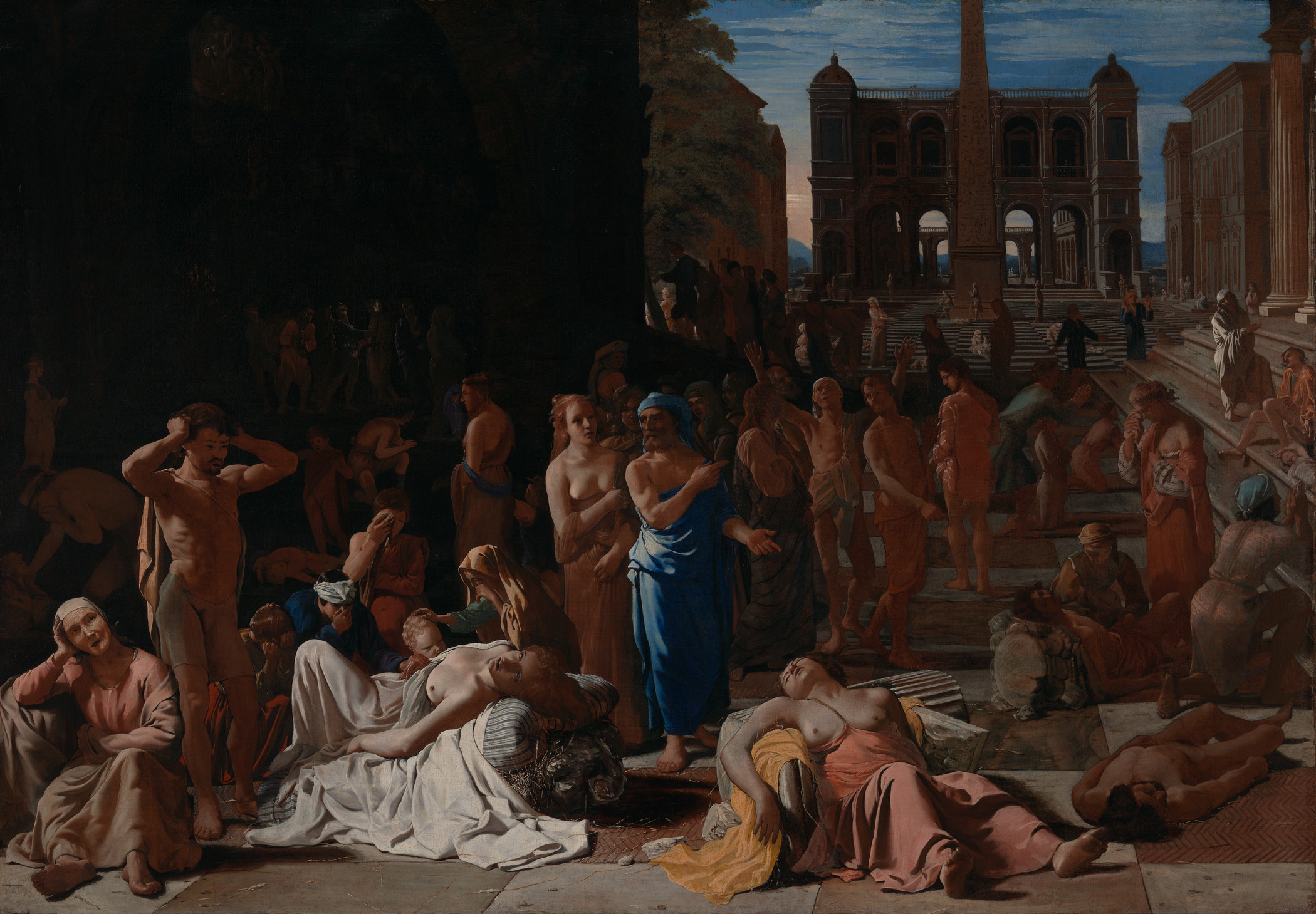
La plaga de Atenas (c. 1652-1654) de Michiel Sweerts, que ilustra la devastadora epidemia que asoló Atenas en el 430 a. C., tal como la describe el historiador Tucídides.

#### Umbral epidemiológico
Un umbral epidemiológico, que corresponde a un número mínimo de enfermos en el momento, se establece para las principales enfermedades, a fin de comparar las tendencias epidemiológicas entre ciudades, regiones, países o continentes en diferentes momentos.
Debajo de este umbral, no se habla de una epidemia. Por encima, las autoridades sanitarias pueden adoptar o solicitar medidas de prevención y de precaución. El número de pacientes en ese tiempo describe, por lo general, una curva con forma de campana.
La epidemia corresponde al crecimiento de una enfermedad endémica o la aparición de un gran número de pacientes donde la enfermedad estaba ausente. Puede también reflejar la identificación de la mutación de un patógeno que hace visible la gravedad de los síntomas de una enfermedad que antes era asintomática.

#### Modelado
Los investigadores están tratando de anticipar las epidemias para conseguir una mejor lucha contra ellas. Para ello están procurando desarrollar y validar modelos matemáticos.
Parece que las conurbaciones y la promiscuidad alteran la ecología de los patógenos, lo que les permite estar activos todo el año, aunque de manera discreta (se habla entonces de «ruido de fondo»).

### Tratamiento y prevención

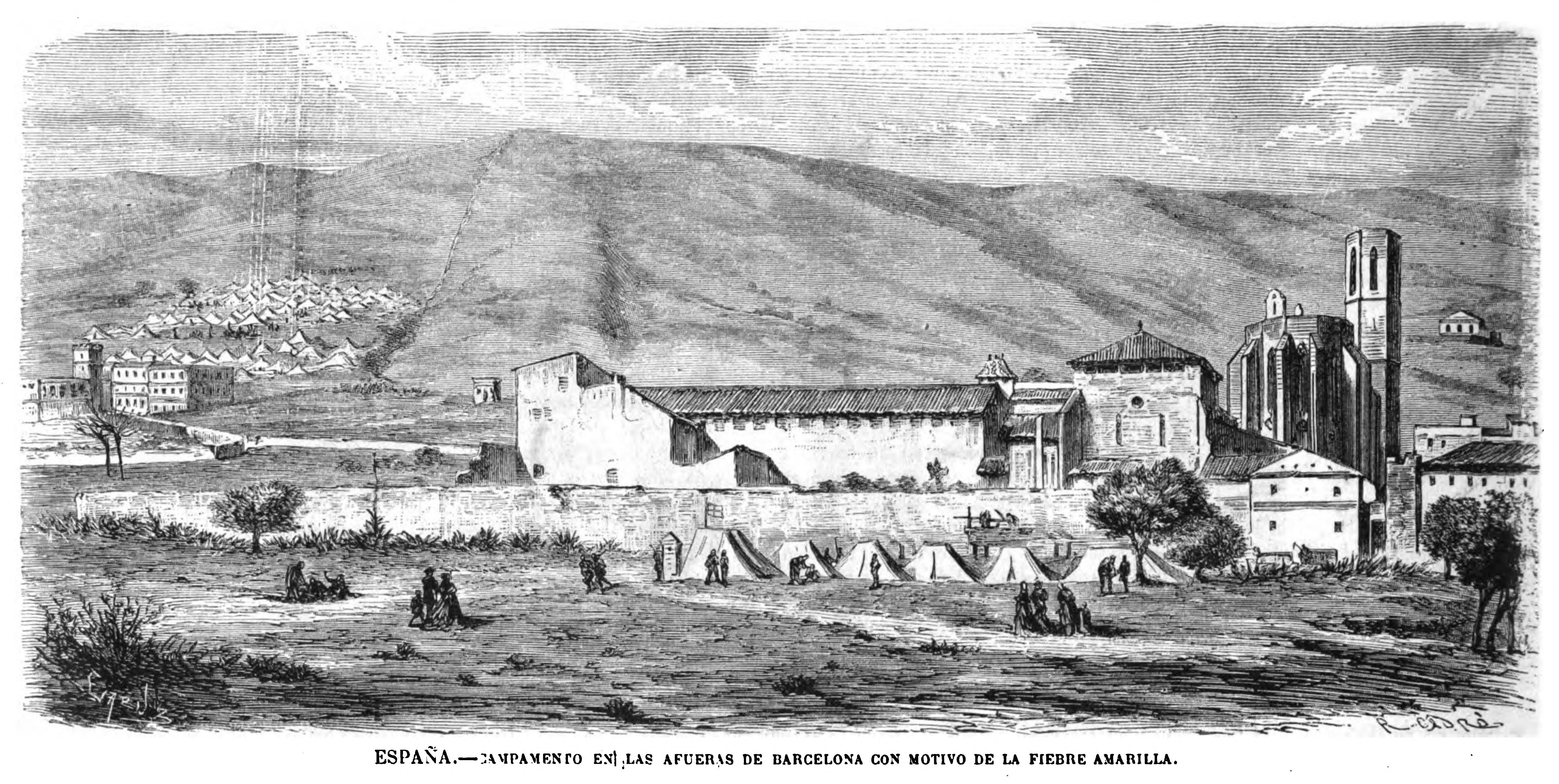
Campamento en las afueras de Barcelona con motivo de la epidemia de fiebre amarilla de 1870.

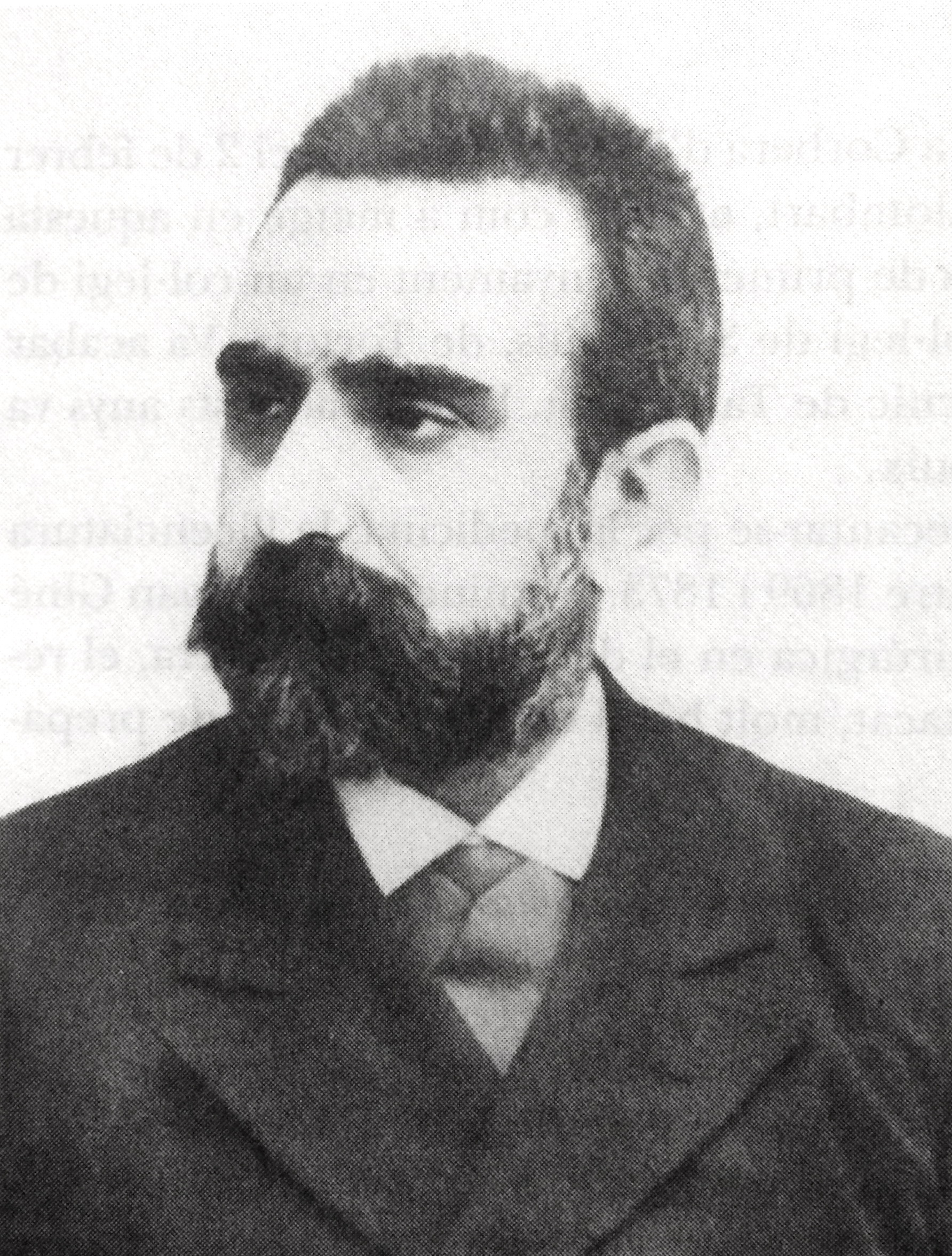
El médico español Jaime Ferrán desarrolló un proceso de vacunación para la ciudad de Alcira (España) durante la epidemia de cólera de Valencia de 1885. A pesar del éxito obtenido, el sistema de inoculación masiva generó polémica, aunque fue elogiado por médicos extranjeros como Albert Calmette y Paul Ehrlich.

Entre los medios de lucha contra las epidemias figuran:
- Prevención del contagio, que pasa históricamente por el aislamiento de los pacientes (p.ej. cuarentena), que pueden ser objeto de medidas más específicas, según el modo de contaminación. Por ejemplo, la separación de hombres y animales en el caso de las enfermedades transmitidas por animales (gripe, gripe aviar); la máscara de respiración (mascarilla) y guantes desechables contra las enfermedades que se transmiten por el aire, como el SARS o el COVID-19; el preservativo para el sida, la descontaminación (p. ej., la desinfección del calzado en los aeropuertos, en contra de la propagación de la enfermedad de las vacas locas), etc.
- La vacunación de sujetos sanos
- La búsqueda de tratamiento de fondo
- El almacenamiento preventivo de vacunas y de tratamientos por los Estados.

## Impacto histórico de las epidemias

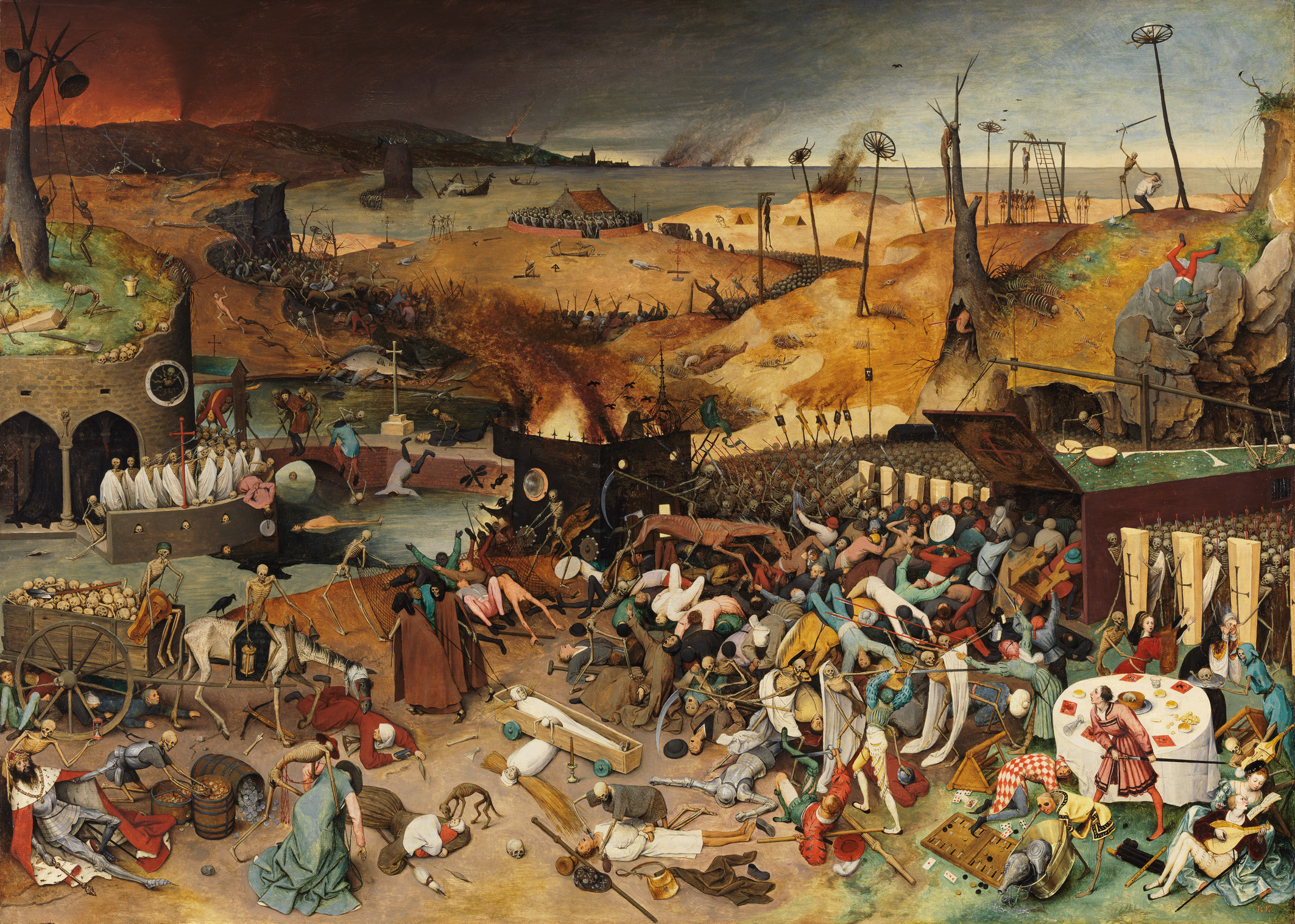
El triunfo de la muerte, óleo de Pieter Brueghel el Viejo que describe alegóricamente una epidemia de peste.

Las menciones históricas de plagas y epidemias han sido frecuentes en toda la historia. El libro del Éxodo describe las plagas que Moisés hizo caer sobre Egipto, y muchas otras menciones bíblicas hablan de brotes epidémicos. Por ejemplo, la Biblia menciona la decisión de Senaquerib, rey de Asiria, de abandonar su intento de conquistar Jerusalén en 700 a. C. debido a que sus soldados estaban enfermos (Isaías 37, 36-38).
Los cronistas antiguos y medievales usan el término plaga para hablar de dichos episodios, debido a la creencia antigua de que las epidemias se debían a un castigo divino por una conducta pecaminosa. Con la aparición del sida, diversos grupos llegaron a difundir la idea de que dicha enfermedad era un castigo por una conducta inmoral. Esas visiones han supuesto históricamente un obstáculo para la prevención y el control de las epidemias.
Otras referencias históricas dejan claro el impacto histórico de brotes epidémicos y su efecto en el curso histórico de los acontecimientos. La caída de imperios ha sido atribuida directa o indirectamente a enfermedades epidémicas. En el siglo II d. C., las llamadas "plagas del reinado de Antonino" (posiblemente sarampión y viruela) se expandieron por el Imperio romano, causando estragos y una importante reducción de la población, así como dificultades económicas. Esa situación habría facilitado la intensificación de ataques de los bárbaros y finalmente el debilitamiento del imperio. El Imperio Han en China colapsó en el siglo III después de una serie de eventos similares a los registrados en el Imperio romano. La derrota a manos de Hernán Cortés de una población numéricamente muy superior del Imperio azteca, por parte de unos pocos europeos apoyados por sus aliados indígenas, estuvo influida por los efectos desastrosos que los gérmenes de origen europeo tuvieron sobre las poblaciones americanas. La viruela no solo se expandió por Mesoamérica, sino que al parecer se propagó más al sur, y pudo ser un factor importante el debilitamiento del Imperio incaico subyugado por Francisco Pizarro unos años más tarde. En México se estima que la población entre 1519 y 1530 se redujo de unos 20-30 millones a 2-3 millones.
En Europa, la peste negra procedente de Asia mató a millones de personas desde su aparición en 1346 hasta su erradiciación definitiva. Entre 1346 y 1350 murió entre un cuarto y un tercio de la población europea por culpa de la peste negra. Tras ese brote inicial, hubo brotes recurrentes durante más de 300 años. Uno de los brotes más notables fue la gran peste de Londres (1665-66) o la plaga italiana (1629-1631). Como la plaga golpeó unas regiones pero no otras, los diversos brotes de peste tuvieron un efecto notorio en el desarrollo político y económico de Europa desde la Edad Media. En la última plaga de peste bubónica en Francia (1720-22), falleció la mitad de la población de Marsella, un 60 % de la de Toulon, el 44 % de la de Arlés y un 30 % de la de Aix-en-Provence y Aviñón, aunque el brote no se había expandido fuera de la Provenza.
El historiador W. H. McNeill argumenta, en su Plagues and Peoples, que la propagación de enfermedades infecciosas ha sido un factor importante en el desarrollo histórico. Por ejemplo, hubo un marcado incremento de la población durante el siglo XVIII, la población de China pasó de 150 millones en 1716 a 313 millones en 1794 y la población de Europa creció de 118 millones en 1700 a 187 millones en 1800. Si bien hubo muchos factores implicados en dicho incremento, incluyendo cambios en la edad de matrimonio y mejoras tecnológicas que llevaron a un aumento de los suministros, esos factores no serían importantes para explicar por sí mismos tales incrementos. Los estudios demográficos indican que una explicación satisfactoria requiere el reconocimiento de una disminución de la mortalidad debida a episodios epidémicos.